# Selishtë
Selishtë är en kommundel och tidigare kommun i Albanien.   Den ligger i Dibër prefektur i den norra delen av landet, 50 km nordost om huvudstaden Tirana.
Trakten runt Selishtë består i huvudsak av gräsmarker.  Runt Selishtë är det ganska tätbefolkat, med 75 invånare per kvadratkilometer.